# Kuzsinszky Bálint
Kuzsinszky Bálint (Szabadka, 1864. november 6. – Budapest, 1938. augusztus 23.) magyar régész, ókortörténész, numizmatikus, muzeológus, a Magyar Tudományos Akadémia rendes tagja. A 19–20. század fordulójának kiemelkedő klasszika-archeológusa, nevéhez fűződik a római kori aquincumi polgárváros 1888 utáni rendszeres régészeti feltárása. Több évtizeden keresztül volt az általa alapított Aquincumi Múzeum és Fővárosi Múzeum igazgatója.

## Életútja
Lengyel nemzetiségű iparoscsaládból származott. A középiskolát Fehértemplomban végezte el, majd régészeti és klasszika-filológiai tanulmányokat folytatott a Budapesti Tudományegyetemen, Ábel Jenő, Hampel József és Torma Károly tanítványaként. Bölcsészdoktori (régészi) oklevelét 1888-ban, görög–latin szakos tanári oklevelét 1890-ben szerezte meg. 1887-től a Magyar Nemzeti Múzeum régiség- és éremtárában alkalmazták mint gyakornokot, 1889-től segédőri, 1899-től 1901-ig múzeumőri minőségben dolgozott a gyűjteményben. Ezzel párhuzamosan 1892-ben magántanári képesítést szerzett a Budapesti Tudományegyetemen az ókori művelődéstörténet tárgyköréből. 1894-től 1937-ig az Aquincumi Múzeum, 1899-től 1912-ig, majd 1921-től 1934-ig pedig a Fővárosi Múzeum (ma Budapesti Történeti Múzeum) alapító igazgatója volt. 1901-ben véglegesítették a fővárosi egyetemen, az ókori egyetemes történelem nyilvános rendkívüli, 1911-től nyilvános rendes tanára lett. 1914-ben – Hampel József halála után – az összevont régészeti tanszék élére került, s az érem- és régiségtan nyilvános rendes tanáraként oktatott 1930-as nyugdíjba vonulásáig. 1923–1924-ben a bölcsészettudományi kar dékáni feladatait is ellátta.

## Munkássága
Tudományos érdeklődése elsősorban a római kori Pannonia és Dacia provinciák régészetére, köz-, had- és társadalomtörténetére, közigazgatási viszonyaira, valamint művészetére irányult. Behatóan foglalkozott a pannoniai limes- és castrumrendszerrel, a római kori feliratokkal és edényművességgel. Jelentős munkásságot fejtett ki a görög és római kori érmék numizmatikai kutatása terén is. 1887 után több ásatáson vett részt Magyarországon – egyik legjelentősebb munkája a leányfalui római castrum 1915-ös feltárása volt – és külföldön egyaránt, többek között dolgozott Ausztriában (1889), Olaszországban (1890–1891), a Rajna-vidéken és Bajorországban (1892–1893), valamint Dalmáciában (1895–1896).
Pályafutásának legkiemelkedőbb eredménye az Óbuda területén található aquincumi polgárváros és a polgári amfiteátrum rendszeres régészeti feltárása volt, amelynek munkálatai 1888-tól haláláig az ő vezetése alatt folytak. Az 1890-es évektől megjelenő közleményeiben dolgozta fel az ásatások eredményeit, emellett figyelmet fordított a felszínre került leletek védelmére, állagmegóvására és bemutatására is. Szervezőmunkája eredményeként nyílhatott meg 1894-ben az Aquincumi Múzeum és az azt övező romkert.
Múzeumszervezői képességeit kamatoztathatta a Fővárosi Múzeum élén eltöltött évtizedek során is, nevéhez fűződik a középkori kőtár, az újkori várostörténeti és a képzőművészeti gyűjtemény, valamint a könyvtár megszervezése. 1888-tól Budapest Főváros Tanácsa régészeti (1901-től múzeum- és könyvtárügyi) állandó bizottságának tagja volt, s e minőségében síkra szállt a főváros régészeti értékeinek műemléki védelméért. Törekvéseinek volt köszönhető, hogy 1926 után az Aquincumi Múzeum régészei leletmentési céllal hivatalosan is felügyelhették a nagyobb földmunkákkal járó fővárosi építkezéseket.
Önálló kötetei mellett rendszeresen publikált az Egyetemes Philologiai Közlönyben, az Archaeologiai Értesítőben (ennek fél évszázadon át szerkesztőbizottsági tagja volt), illetve az 1897-től 1937-ig általa szerkesztett Budapest Régiségei szakperiodikában. Szócikkíróként közreműködött a Pecz Vilmos szerkesztette Ókori lexikon (1902–1904) munkálataiban.

## Társasági tagságai és elismerései
1907-ben a Magyar Tudományos Akadémia levelező, 1926-ban rendes tagjává választották, 1913 és 1933 között az MTA régészeti bizottságának előadója, majd 1933-tól 1937-ig elnöke volt. 1919-ben az Országos Magyar Régészeti Társulat elnökévé választották, 1933-tól a társaság örökös elnöke volt. 1905-től haláláig rendes tagja volt a Műemlékek Országos Bizottságának, 1913-tól ugyancsak haláláig részt vett a római Magyar Történeti Intézet tudományos bizottságának munkájában, emellett 1935-től tiszteletbeli tagja volt a Budapesti Filológiai Társaságnak.
Több külföldi tudományos társulat munkájában részt vett, így 1896-tól a Német Régészeti Intézet (Deutsches Archäologisches Institut) levelező, majd 1925-től rendes tagja, 1899-től az Osztrák Régészeti Intézet (Österreichisches Archäologisches Institut) levelező, 1933-tól pedig a belgrádi Régészeti Intézet (Arheološki institut) tagja volt. A lengyel–magyar kapcsolatok ápolását célul tűző Magyar Mickiewicz Társaság munkájában is szerepet vállalt.

## Emlékezete

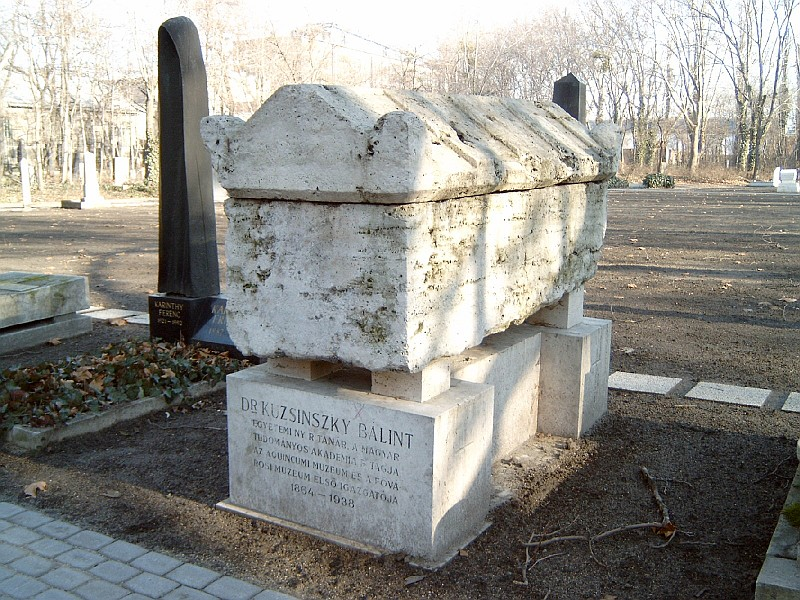
Kuzsinszky Bálint sírja a budapesti Kerepesi temetőben (41-1-34.)

1941-ben a Magyar Régészeti és Művészettörténeti Társaság Kuzsinszky Bálint-emlékérmet alapított, amellyel évente díjazzák a kiemelkedő tudományos eredményeket elérő fiatal régészeket.
Budapesten (Óbuda rómaifürdői részén) és Siófokon utcát neveztek el róla.

## Főbb művei
- Aquincum és romjai. Budapest, Kilián, 1890, 30 p.
- Pannonia római jogú városai. in: Egyetemes Philologiai Közlöny XVI–XVII. 1892–1893
- Die Ausgrabungen zu Aquincum 1879–1891. Budapest, 1892
- 'Pannonia és Dacia. in: A magyar nemzet története I. Budapest, Athenaeum, 1895
- Aquincum és az óbudai ásatások. Budapest, 1900
- Római kőemlékek az aquincumi múzeumban. Budapest, Fővárosi Múzeum, 1901, 66 p.
- Aquincumi ásatások és a múzeum ismertetése. Budapest, 1908
- A balaton környékének archeológiája. Budapest, 1920
- A római határvédelem és a balhavári erőd. 1923
- A legrégibb terra sigillata edények Pannoniában. in: Archaeologiai Értesítő 1923–1926.
- A gázgyári római fazekastelep Aquincumban. in: Budapesti Régiségek 1932
- Aquincum: Ausgrabungen und Funde: Führer mit einer topografischen und geschichtlichen Einleitung. Budapest, Haupstadtsrat, 1934, 234 p.

## További irodalom
- Láng Nándor: Valentino Kuzsinszky sexagenario. in: Az Országos Magyar Régészeti Társulat Évkönyve 1927
- Láng Nándor: Kuzsinszky Bálint. in: Archaeologiai Értesítő 1938
- Oroszlán Zoltán: Kuzsinszky Bálint, az egyetemi tanár. in: Régészeti Dolgozatok 1964
- Oroszlán Zoltán: Kuzsinszky Bálint. in: Archaeologiai Értesítő 1965